# Paepalanthus oligocephalus
Paepalanthus oligocephalus är en gräsväxtart som beskrevs av Friedrich August Körnicke. Paepalanthus oligocephalus ingår i släktet Paepalanthus och familjen Eriocaulaceae.
Artens utbredningsområde är Colombia. Inga underarter finns listade i Catalogue of Life.